# Friedrich Heyer von Rosenfeld
Friedrich Heyer von Rosenfeld (* 13. April 1828 in Gießen; † 21. Dezember 1896 in Wien) war ein österreichischer Hauptmann und Heraldiker und war als solcher einer der Gründer der Heraldisch-Genealogischen Gesellschaft Adler.

## Leben
Er gehörte zum alten hessischen und bedeutenden Adelsgeschlecht, dessen Ursprung im 15. Jahrhundert liegt. In Gießen arbeitete Friedrich (Vater) als Universitätsbuchhändler. Verheiratet war Friedrich Wilhelm (Vater) mit Auguste Freiin von Breidenbach zu Breidenstein (Mutter).
Das Wappen von Friedrich Heyer (Sohn) war: in Silber im Fuß des Schildes ein querliegender Ast mit drei grünen Blattstängeln und daran wachsen rotbesamte und grün gekelchte Rosen empor, wobei die mittlere die anderen überragt. Das Wappen ist dem Adel Heyer (Hayer) von Rosenfeld entlehnt.
Bekannt wurde Rosenfeld durch die Mitarbeit am Wappenbuch des Neuen Johann Siebmachers ab 1873 und dem Kronenentwurf für den König Ferdinand I. von Bulgarien.

## Schriften
- Kleine Werke waren Goethes Wappen, 1871 und Seeflaggen, 1883
- Die Staatswappen der bekanntesten Länder der Erde, nebst deren Landesflaggen und Kokarden, Frankfurt/M. 1895
- Die Orden und Ehrenzeichen der k. und k. österreichisch-ungarischen Monarchie, Wien 1888
- Die See-Flaggen, National- und Provinzial-Fahnen sowie Kokarden aller Länder, Verlag der kaiserlich-königlichen Hof- und Staatsdruckerei, Wien 1883
- Der Adel des Königreichs Dalmatien, Wien

## Nachlass
- Die Staatsbibliothek zu Berlin – Preußischer Kulturbesitz besitzt seit 1965 aus dem Nachlass von Friedrich Heyer von Rosenfeld etwa 550 Titel in Form chinesischer und japanischer Drucke des 19. Jahrhunderts.
- Die heraldisch-genealogische Bibliothek von Friedrich Heyer von Rosenfeld kam 1897 als Stiftung in die Bibliothek des Germanischen Nationalmuseums und umfasst seither ca. 2200 Bände.[2]